# Christopher Keogan
Christopher Keogan (* 26. August 1992) ist ein englischer Snookerspieler. Er spielte von 2016 bis 2018 als Profi auf der Main Tour.

## Karriere

### 1998–2012: Anfänge
Christopher Keogan begann im Alter von sechs Jahren mit dem Billardspielen. Im Oktober 2010 nahm er erstmals an einem Turnier der neu eingeführten Players Tour Championship teil; beim fünften Turnier der Saison 2010/11 schied er in der zweiten Qualifikationsrunde gegen den Saudi-Araber Ahmad Assiry aus. In der Saison 2011/12 nahm er an sechs der zwölf PTC-Turniere teil. Beim fünften Turnier gelang ihm mit einem 4:1-Sieg gegen seinen Landsmann Ricky Norris erstmals der Einzug in die Hauptrunde, in der er jedoch in der Runde der letzten 128 mit 1:4 gegen Michael Holt verlor. Am Saisonende versuchte Keogan, sich über die Q School für die Main Tour zu qualifizieren, schied aber bei allen drei Turnieren in der ersten Runde aus. Bei der Players Tour Championship 2012/13 erreichte er bei drei Turnieren die Hauptrunde; Nachdem er bei den Gdynia Open und dem Paul Hunter Classic in der ersten Runde ausgeschieden war, schaffte er es bei den Antwerp Open 2012 nach einem 4:3-Sieg gegen Martin Gould in die zweite Runde, in der er Tom Ford mit 1:4 unterlag.

### 2013–2014: Erste Erfolge
Im April 2013 erreichte er beim Playoff der EBSA Qualifying Tour das Finale und verpasste dort mit einer 3:4-Niederlage gegen den Deutschen Patrick Einsle nur knapp die Qualifikation für die Main Tour. Einen Monat später gelangte er beim zweiten und dritten Turnier der Q School ins Viertelfinale seiner Gruppe. Damit verpasste er zwar erneut einen Profi-Platz auf der Main Tour, konnte aber über die Q-School-Oder-of-Merit an den Qualifikationsturnieren mehrerer Weltranglistenturniere in der Saison 2013/14 teilnehmen. Beim Wuxi Classic 2013 verlor er in der Qualifikationsrunde mit 1:5 gegen Graeme Dott, bei den Australian Goldfields Open 2013 schied er in der ersten von vier Qualifikationsrunden mit 2:5 gegen Tony Drago aus. Bei den folgenden vier Weltranglistenturnieren, an denen Keogan teilnahm (Indian Open 2013, International Championship 2013, German Masters 2014, Haikou World Open 2014), gab es nur eine Qualifikationsrunde, in der er jeweils zu null verlor. Bei den Gdynia Open 2014, dem letzten Turnier der europäischen Teilserie der Players Tour Championship 2013/14, erreichte er die Runde der letzten 64 und verlor dort mit 1:4 gegen den Schotten Marcus Campbell. Bei den China Open 2014 schied er in der Qualifikation mit 2:5 gegen Mark Joyce aus. Bei der Qualifikation zur Weltmeisterschaft 2014 schaffte er es mit einem 10:6-Sieg gegen Michael Leslie in die zweite Runde, in der er dem Inder Aditya Mehta mit 4:10 unterlag. Im Mai 2016 erreichte er beim ersten Turnier der Q School das Viertelfinale seiner Gruppe, beim zweiten Turnier schied er hingegen in der ersten Runde aus.

### 2014–2016: Weitere Jahre als Amateur
In der Saison 2014/15 schaffte Keogan es bei drei PTC-Turnieren, den Bulgarian Open 2014, den Lisbon Open 2014 und den Gdynia Open 2015, in die Runde der letzten 128. Aufgrund dieser Ergebnisse belegte er in der EBSA-Amateur-Order-of-Merit den elften Platz und war damit für die EBSA Amateur Play Offs qualifiziert, bei denen er jedoch in der ersten Runde gegen Adam Duffy ausschied. Bei der Q School 2015 erreichte er, nach einer Erstrundenniederlage im ersten Turnier, das Halbfinale seiner Gruppe beim zweiten Turnier und unterlag dort seinem Landsmann Kuldesh Johal mit 2:4. Über die Order-of-Merit der Q School erhielt Keogan in der Saison 2015/16 einen Startplatz bei der Qualifikation der Australian Goldfields Open, bei der er in der ersten Runde mit 4:5 gegen David Grace verlor. Bei der Players Tour Championship 2015/16 erreichte er erneut dreimal die Runde der letzten 128; bei den Riga Open 2015, dem Paul Hunter Classic 2015 und den Bulgarian Open 2015. Im April 2016 schied er jedoch bei den EBSA Amateur Play Offs in der ersten Runde gegen Ashley Carty aus. Einen Monat später gelang ihm der Einzug ins Finale seiner Gruppe beim ersten Turnier der Q School 2016. Dort besiegte er den Schotten Marc J. Davis mit 4:0 und qualifizierte sich damit für die Main-Tour-Spielzeiten 2016/17 und 2017/18.

### 2016–2018: Profijahre
Gleich bei seinem ersten Turnier als Profi, dem Riga Masters 2016 überstand Keogan die Qualifikation durch einen 4:1-Sieg gegen Hammad Miah, verlor aber in der ersten Runde gegen den Chinesen Zhou Yuelong. Bei den darauffolgenden Turnieren verlor er seine Qualifikationsspiele. Beim Paul Hunter Classic 2016 überstand er die erste Runde, verlor aber in der zweiten mit 1:4 gegen Alan McManus. Wieder verlor er bei den zwei folgenden Turnieren in der Qualifikation und auch bei den English Open 2016 verlor er in der 1. Runde gegen Ian Burns. Es folgten weitere Qualifikationsturniere, bei Turnieren ohne Qualifikation in der ersten Runde. Bei den Welsh Open 2017 konnte er einen kleinen Erfolg feiern, indem er den deutlich besser gesetzten Alan McManus mit 2:4 besiegte, verlor dann aber in der zweiten Runde gegen den Achtelfinalisten Hossein Vafaei. Weitere Erfolge blieben aus, sodass er die Saison auf Weltranglistenplatz 119 beendete, obwohl er zeitweise auf Platz 97 zu finden war.
Bei den Riga Masters 2017 verlor er in der ersten Runde gegen Oliver Lines, beim China Championship 2017 verlor er in der Qualifikation. Beim Paul Hunter Classic 2017 verlor er sein Erstrundenspiel gegen den Amateur Andy Symons, der erst zwei Runden später ausschied. Bei den folgenden Turnieren verlor er in der Qualifikation, bei Turnieren der Home Nations Series in der ersten Runde. Einen kleinen Erfolg konnte Keogan bei den Scottish Open 2017 Nigel Bond besiegen, verlor dann aber gegen den späteren Halbfinalisten John Higgins. Keogan konnte danach kein Spiel mehr gewinnen und beendete die Saison auf Weltranglistenplatz 119, am Anfang der Saison war er auf Platz 89. Die Platzierung reichte nicht für eine Qualifikation für die nächste Saison, sodass sich Keogan für die Q School bewarb. Im ersten Turnier verlor er in der ersten Runde, Im zweiten Turnier konnte Keogsn zwar den scheidenden Profi Alex Borg besiegen, verlor aber in der zweiten Runde gegen James Cahill. Auch im dritten Turnier schaffte Keogan nicht die Qualifikation für zwei weitere Main-Tour-Saisons.

### Seit 2018: Nach der Profikarriere
Nach dem Verlust seines Profiplatzes nahm Keogan in der Saison 2018/19 an der Challenge Tour teil. Er trat bei sechs Turnieren an und erreichte dreimal das Achtelfinale, wobei er unter anderem die ehemaligen Profis Joel Walker und David Grace und die Weltmeisterin Reanne Evans besiegte. In der Runde der letzten 16 verlor er gegen Leo Fernandez, Jamie O’Neill beziehungsweise Oliver Brown. Er beendete die Saison auf dem 34. Ranglistenplatz. Daneben trat er auch regelmäßig bei Turnieren der English Amateur Tour an und zog im Oktober 2018 ins Halbfinale ein, in dem er David Lilley mit 2:4 unterlag.
Im Mai 2019 versuchte Keogan erneut über die Q School auf die Profitour zurückzukehren. Nach einer Auftaktniederlage im ersten Turnier, gelangte er beim zweiten Event ins Halbfinale seiner Gruppe, in dem er dem Schotten Fraser Patrick unterlag, und beim dritten Turnier ins Viertelfinale. Er verpasste damit die Rückkehr zu den Profis, konnte aber durch den 21. Platz in der Q-School-Rangliste als Nachrücker an zwei Turnieren der Saison 2019/20 teilnehmen. Beim Riga Masters im Juli 2019 zog er durch Siege gegen Andy Lee und den Top-32-Spieler Xiao Guodong erstmals ins Achtelfinale eines Ranglistenturniers ein, in dem er sich Mark King mit 1:4 geschlagen geben musste. Ein Jahr später musste er in der WM-Qualifikation eine 1:6-Auftaktniederlage gegen den Waliser Duane Jones hinnehmen.
Zwischen diesen beiden Profiturnieren nahm Keogan an allen zehn Turnieren der Challenge Tour 2019/20 teil. Gleich beim ersten Turnier im September 2019 in Nürnberg besiegte er unter anderem Zsolt Fenyvesi und Robbie McGuigan und zog ins Halbfinale ein, in dem er gegen Oliver Brown mit 2:3 verlor. Gegen Ende der Serie gelangte er zwei weitere Male ins Achtelfinale und er beendete die Tour auf dem 24. Ranglistenplatz.
Im August 2020 unternahm Keogan einen weiteren Anlauf auf der Q School, blieb jedoch bei allen drei Turnieren sieglos.

## Saisonübersicht
| Weltrangliste WRL | AP EP |

| – ET |
| – ET |

| Legende | Legende                               |
| ------- | ------------------------------------- |
| S       | Sieger                                |
| F       | Finalist                              |
| HF      | Halbfinalist                          |
| VF      | Viertelfinalist                       |
| AF      | Achtelfinalist                        |
| LX      | Niederlage in der Runde der letzten X |
| RX      | Niederlage in Runde X                 |
| WR      | Niederlage in der Wildcardrunde       |
| QR      | Niederlage in der Qualifikation       |
| NQ      | Nicht qualifiziert                    |
| –       | nicht teilgenommen                    |
| –       | keine Weltranglistenplatzierung       |
| n. a.   | nicht ausgetragen                     |
| k. R.   | keine Rangliste                       |
| TS / TN | Turniersiege / Teilnahmen             |
| AP      | Ranglistenposition am Saisonbeginn    |
| EP      | Ranglistenposition am Saisonende      |